# Bazilika sv. Lovrenca zunaj obzidja, Rim
Bazilika Papale di San Lorenzo fuori le mura (Papeška bazilika svetega Lovrenca zunaj obzidja) je rimskokatoliška papeška  manjša bazilika in župnijska cerkev v Rimu v Italiji. Bazilika je ena od sedmih romarskih cerkva v Rimu in ena od petih nekdanjih »patriarhalnih bazilik«, od katerih je vsaka dodeljena v varstvo patriarhatu latinske cerkve. Bazilika je bila dodeljena Jeruzalemskemu patriarhatu. Bazilika je svetišče groba njenega soimenjaka, svetega Lovrenca, enega od prvih sedmih rimskih diakonov, ki je bil mučen leta 258. Mnogi drugi svetniki in blaženi papež Pij IX. so tudi pokopani v baziliki, ki je središče velikega in starodavnega pokopališkega kompleksa.
Pred cerkvijo je trg, ki ga je naročil papež Pij IX., kjer je steber, ki ga presega bronasti kip s prikazom sv. Lovrenca, delo Stefana Gallettija iz leta 1865. Cerkev obdajata samostan in romanski zvonik (12. stoletje).

## Zgodovina in opis
Preden je bila zgrajena današnja bazilika, je bilo nekdanje posestvo, na katerem stoji, nekoč dom majhnega oratorija, ki ga je zgradil cesar Konstantin I. Veliki. Cesar ga je zgradil na mestu, na katerem je bil po izročilu v letu 258 pokopan sv. Lovrenc. Papež Pelagij II. je v 580-ih naročil gradnjo cerkve na tem mestu v čast svetnika. V 13. stoletju je papež Honorij III. naročil gradnjo še ene cerkve pred starejšo. Okrašena je bila s freskami, ki prikazujejo življenja svetega Lovrenca in prvega mučenca diakona, svetega Štefana, ki je pokopan s svetim Lovrencem v kripti ali spovednici pod velikim oltarjem. Obe strukturi sta bili kasneje združeni med programom prenove. Pri izkopavanjih so odkrili več drugih grobnic različnih oseb, pokopanih pod sodobno ulico. Tu je pokopan tudi papež Hilarij, sveti.
Portik okoli leta 1220 ima kozmatsko dekoracijo obrtniške družine Vassalletto. Rekonstruirane freske iz 13. stoletja prikazujejo prizore iz življenja svetega Lovrenca in svetega Štefana, oba sta mučenca, mlada diakona. V portiku sta dva antična sarkofaga: krščanski, verjetno okrašen v 7. stoletju na starejšem sarkofagu, ima relief, ki prikazuje putte (kerubine), ki nabirajo grozdje. Medtem ko so trta in grozdje simboli svete evharistije, te podobe verjetno niso njihovi simboli. Vhodni portal v baziliko obkrožata dva marmorna kipa, ki prikazujeta leve iz srednjega veka. Tu je plošča v spomin na obisk papeža Pija XII., 19. julija 1943, po zavezniškem bombardiranju okrožja San Lorenzo.
Kampanile je bil zgrajen v 12. stoletju. Takoj znotraj vhoda je grob kardinala Guglielma Fieschija, ki je umrl leta 1256, vendar je bil pokopan v antičnem sarkofagu, ki je bil naključno izrezljan z reliefom, ki prikazuje poganski zakonski praznik.
Bazilika ima tri ladje in je sestavljena iz dveh bazilik, zgrajenih v različnih obdobjih, sosednjih, a ne soosnih med seboj: pelagijske (6. stoletje), dvignjene in preoblikovane v prezbiterij; in Honorijeve (13. stoletje), ki predstavlja glavno telo stavbe. 
Notranjost kora in prižnice ima kozmatsko okrasje, tu je tudi lep kozmatski pashalni svečnik iz 12. ali 13. stoletja. Ciborij, delo družine Cosmati, sega v leto 1148 in je sestavljen iz štirih porfirnih stebrov, nad katerimi je streha v obliki piramide. Na koncu prezbiterija je škofovski sedež iz leta 1254, okrašen z mozaiki. Za sedežem je "kapela Pija IX.", delo Raffaeleja Cattanea iz poznega devetnajstega stoletja, z mozaiki, ki prikazujejo trenutke njegovega življenja: ta kapela je bila prvotno narteks pelagijske bazilike. Antični jonski kapitel na stebru neposredno za prižnico ima izrezke žabe in kuščarja. Na slavoloku so bizantinski mozaiki iz 6. stoletja, ki prikazujejo Kristusa s svetniki. V spovednico pod visokim oltarjem vstopajo iz ladje. Tu sta relikviarija sv. Lovrenca in sv. Štefana. Slednjega je med obnovo bazilike iz Konstantinopla prenesel papež Pelagij II. Za velikim oltarjem je papeški oltar z napisom imen ustvarjalcev, in sicer družine Cosmati, ki datira v leto 1148.
Osrednjo ladjo je v 19. stoletju v celoti poslikal Cesare Fracassini: obnove, opravljene po vojnih dogodkih, so ohranile le dve freski, na pročelju in v slavoloku (tistem, ki gleda proti Honorijevi baziliki). V desni stranski ladji so ostanki srednjeveških fresk, ki prikazujejo svetnike in Madonno z otrokom. Ladja se konča s kapelo San Tarcisio, ki jo je zgradil Virginio Vespignani: v njej je slika Emilia Savonanzija (1619), s prikazom pokopa sv. Lovrenca. Leva stranska ladja brez slik se konča s »podzemno kapelico Santa Ciriaca«, okrašeno v 17. stoletju: tukaj sta dva nagrobna spomenika, ki ju je zasnoval Pietro da Cortona.
Iz kapele San Tarcisio in sosednje zakristije se vstopi v samostan s konca 12. stoletja, iz katerega se nato spusti v katakombe San Lorenzo.
V baziliki je bil od leta 1374 do 1847 Jeruzalemski latinski patriarh. Leta 1943 so baziliko med drugo svetovno vojno bombardirala ameriška letala. Obnova se je nadaljevala do leta 1948, kar je omogočilo odstranitev nekaterih dodatkov iz 19. stoletja. Vendar so bile freske na fasadi uničene.
Bazilika meji na veliko pokopališče, zato ima veliko pogrebov.

## Grobnice
- Rimski diakon in mučenec sveti Lovrenc
- Jeruzalemski diakon in prvi mučenec sveti Štefan
- papež Hilarij sveti
- Blaženi papež Pij IX.
- Italijanski premier Alcide De Gasperi, ustanovitelj Evropske unije (blizu vhoda v grobnico, ki jo je izklesal Giacomo Manzù)
- starša papeža Pija XII. (Filippo († 1916) in Virginia (rojena Graziosi) Pacelli († 1920)); njuni ostanki so bili razstreljeni med zavezniškim bombnim napadom leta 1943, ki so jih po vojni ponovno pokopali v eni sami kripti.